# Cal Ferreric de Claret
Cal Ferreric és una casa del nucli de Claret, al municipi de Torà (Solsonès), inclosa a l'Inventari del Patrimoni Arquitectònic de Catalunya.

## Descripció
Es tracta d'una casa rural situada dins el nucli urbà de Claret. S'assenta sobre un cingle rocós.
Es troba en un carrer força estret. Té planta baixa, primer pis i golfes. A la façana principal (sud), la porta principal té la llinda de fusta. Al seu costat hi ha una petita obertura. Al centre del primer pis es troba un balcó, en maó i llinda de fusta, al seu costat n'hi ha un altre de més petit, en arc escarser de maó. A les golfes hi ha una finestra.
A la façana est, hi ha una finestra a la planta baixa, dues a la següent, i dues a les golfes. El corral que es trobava annexat a la banda lateral esquerra el van convertir en una part de l'habitatge.
La coberta és de dos vessants (est-oest), acabada amb teules.

## Història
La datació aproximada és del segle XVII-XVIII però amb reformes del segle xx.